# Paucibacter toxinivorans
Paucibacter toxinivorans es una bacteria gramnegativa del género Paucibacter. Fue descrita en el año 2005, es la especie tipo. Su etimología hace referencia a degradación de toxinas. Es aerobia y móvil por flagelo polar. Tiene un tamaño de 0,5-0,7 μm de ancho por 1,3-5 μm de largo. Forma colonias grises en agar R2A, no crece en agar TSA. Crece bien a temperaturas de 20-30 °C. Catalasa y oxidasa positivas. Tiene capacidad para degradar microcistinas. Se ha aislado en sedimentos del lago Tuusulanjärvi, en Finlandia. 